# 청풍김씨 문의공파 묘역
청풍 김씨 문의공파 묘역(淸風 金氏 文毅公派 墓域)은 대한민국 경기도 남양주시 삼패동에 있는 조선시대의 무덤이다. 2001년 9월 17일 경기도의 기념물 제177호로 지정되었다.

## 개요
청풍김씨문의공파 김식, 김육, 김좌명, 김성응, 김시묵의 묘역이다.
김식(1482∼1520)은 조선 중종 때의 문신으로 조광조와 함께 왕도 정치를 실현하기 위한 여러 개혁에 참여하였다. 김식의 묘는 부인 전주 이씨와의 합장묘로 두 무덤이 나란히 있으며 최근에 새로 정비하였다. 묘 앞에 묘표, 상석, 향로석, 혼유석 각 1기, 망주석, 문인석 각 2기가 남아 있고, 묘역 입구에는 신도비와 묘정비가 세워져 있다. 묘정비는 김식이 경상도 선산으로 유배되었을 때 제자들이 따라가 배움을 계속하면서 그 뜻을 기리기 위해 세운 것으로 기묘사화 때 땅에 묻혔던 것을 다시 세운 것이다. 신도비란 묘 앞이나 묘로 가는 길목에 죽은 이의 업적을 기리기 위해 세운 비석으로, 이 신도비의 머리돌에는 이무기 두마리가 구름 속에서 서로 앞발을 들어 여의주를 움켜 잡고 다투는 모습을 생동감 있게 묘사되어 있으며 푸른빛이 도는 대리석으로 된 몸돌은 파도 무늬가 나타나고 있다.
김육(1580∼1658)은 실학적 성향을 지닌 조선 후기 문신으로, 대동법의 시행 등 제도 개혁을 추진하였다. 김육의 묘는 부인 파평 윤씨와의 합장묘로 묘역에는 묘표, 상석, 향로석, 혼유석 각 1기, 문인석 및 망주석 각 2기가 있다. 향로석은 6각의 향탁을 형상화하였고 현종 5년(1664)에 세운 신도비의 머리돌에는 두 마리의 이무기가 여의주를 다투고 있는 형상이 생동감 있게 묘사되어 있다.
김좌명(1616∼1671)은 문신으로 김육의 아들이다. 조선 인조 때에 벼슬길에 나가 여러 벼슬을 하였으며, 글씨에 능했다. 김좌명의 묘는 부인 평산 신씨와의 합장묘로 묘 앞에 묘표, 상석, 혼유석, 향로석 각 1기, 문인석, 망주석 각 1쌍씩이 있고 김육의 신도비 옆에 김좌명의 신도비가 있다. 신도비나 향로석 등은 김육의 그것과 비슷한 형태를 하고 있는데, 신도비는 숙종 5년(1679)에 세운 것이다.
김성응(1699∼1764)은 무신으로 20여 년간 병조판서와 훈련대장을 번갈아 가며 지내고 성을 쌓아 정비하는 등 국방강화에 노력하였다. 김성응의 묘는 부인 남양 홍씨와의 합장묘로 묘역에는 묘표, 상석, 혼유석, 향로석 각 1기, 망주석 및 문인석 각 1쌍이 있고 묘역 아래에는 신도비가 있다. 영조 42년(1766)에 세워진 묘표의 머릿돌에는 발가락이 4개인 두 마리의 이무기가 구름 속에서 여의주를 잡으려는 모습이 생생하게 묘사되어 있으며, 묘역 입구에 있는 신도비는 김원행이 비문을 짓고 김시묵이 써서 정조 20년(1796)에 건립한 것이다.
김시묵(1722∼1772)은 문신으로 정조의 왕비인 효의왕후의 아버지이다. 김시묵의 묘는 두 부인과의 합장묘로 석물은 묘표, 상석, 혼유석, 향로석 각 1기, 망주석, 문인석 각 1쌍이 있다.
청풍김씨묘역은 조선 중기 이후부터 조성되었다. 청풍김씨문의공파묘역은 모셔진 인물의 중요성 뿐만 아니라 묘역에 있는 여러 석물들의 예술적 가치도 뛰어나다.

## 참고 자료
- 청풍 김씨 문의공파 묘역 - 국가유산청 국가유산포털